# Giáo dục Liên Xô

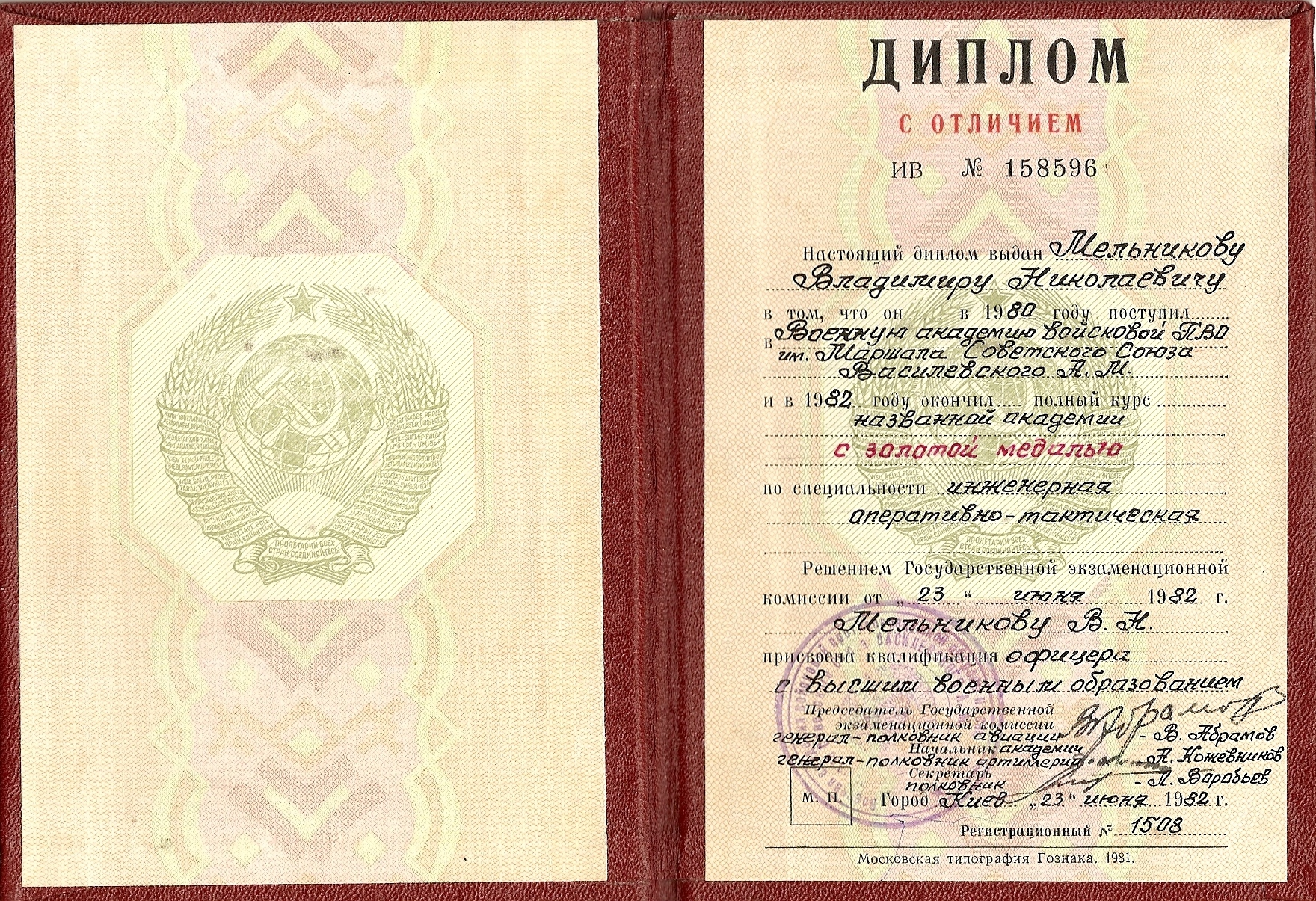
Bằng Đỏ Giáo dục Đại học của Bộ Giáo dục Chuyên ngành Đại học và Trung học Liên Xô năm 1982

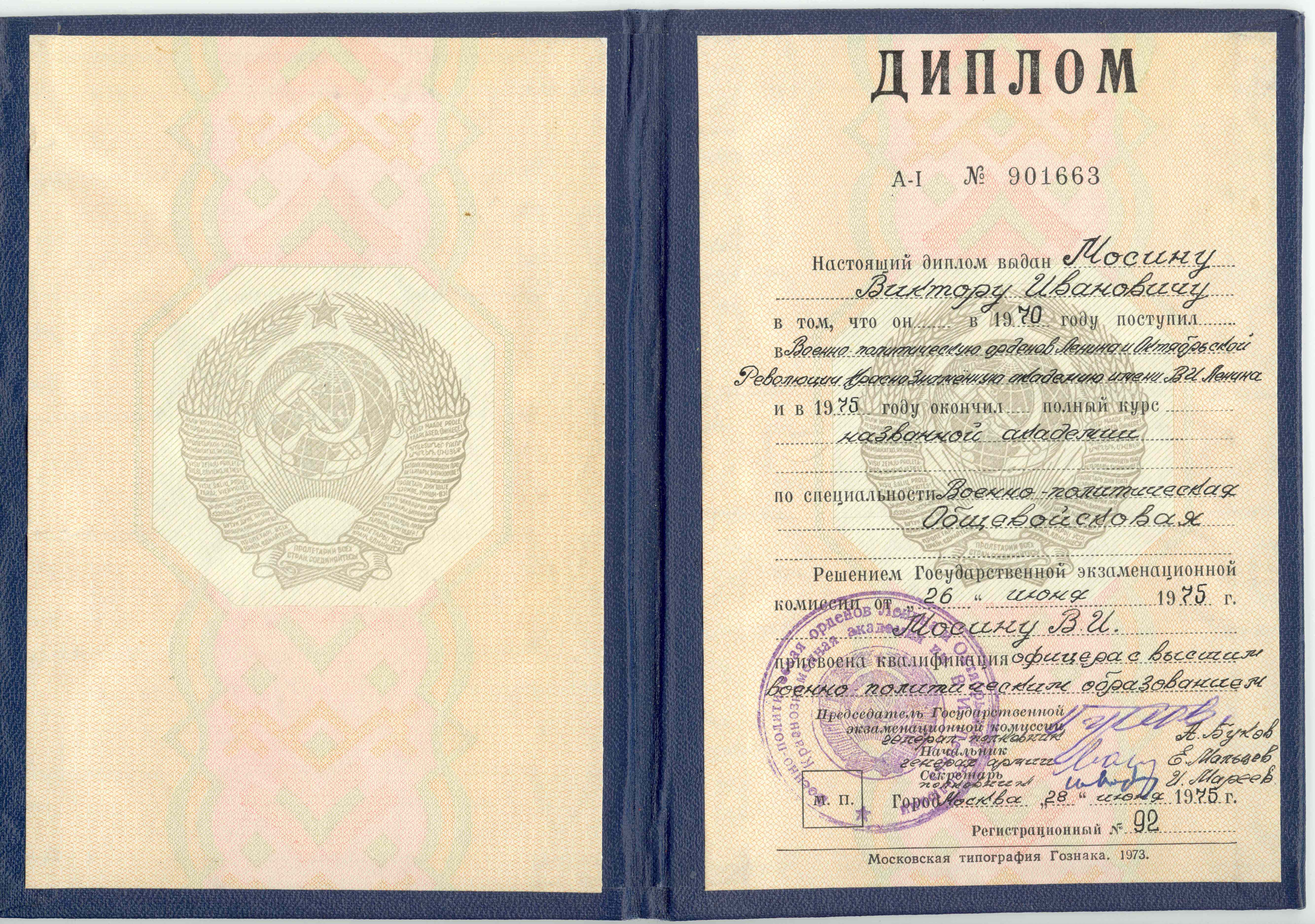
Văn bằng giáo dục đại học của Liên Xô, 1975

Giáo dục Liên Xô được tổ chức và quản lí bởi hệ thống chính phủ tập trung cao độ. Ích lợi mà hệ thống này mang lại là sự tiếp cận giáo dục toàn diện cho mọi tầng lớp nhân dân và nhiều cơ hội việc làm sau tốt nghiệp. Liên Xô cho rằng sự kiến thiết chế độ của họ bắt buộc phải dựa vào sự phát triển giáo dục và khoa học - kĩ thuật.

## Lịch sử
Tại Đế quốc Nga, dựa vào Điều tra dân số 1897, số người biết chữ chiếm 28.7% dân số. Tỉ lệ biết chữ của phụ nữ chỉ đạt 13%.
Nền giáo dục ở Liên Xô đã được xây dựng vào năm 1903 trong chương trình của Đảng Lao động Nga, được công bố tại Đại hội Đảng lần thứ 2 Đảng Lao động Dân chủ Xã hội Nga: 
- Phổ cập giáo dục bắt buộc và miễn phí cho trẻ em ở cả hai giới tính đến 16 tuổi;
- Thanh lý các trường lớp và những hạn chế trong giáo dục trên cơ sở quốc gia;
- Tách trường học khỏi nhà thờ và các hoạt động tôn giáo; giáo dục thuần thục tiếng bản địa, v.v.

Ngay từ khi thành lập nhà nước Xô Viết, giáo dục đã được quan tâm ưu tiên. Vào ngày 9 tháng 11 năm 1917 (một ngày sau Đại hội Xô viết toàn Nga lần thứ 2 vào ngày 26 tháng 10 (8 tháng 11 năm 1917)), Nghị định chung của Ban Chấp hành Trung ương toàn Nga và Hội đồng Ủy ban Nhân dân thành lập Ủy ban Nhà nước về Giáo dục được giao trọng trách quản lý toàn bộ hệ thống văn hóa giáo dục công lập.